# Angela Daigle
Angela Daigle (* 28. Mai 1976) ist eine US-amerikanische Sprinterin, die ihren größten internationalen Erfolg in der 4-mal-100-Meter-Staffel feierte.
Sie gewann gemeinsam mit Muna Lee, Me’Lisa Barber und Lauryn Williams in 41,78 Sekunden vor den Teams aus Jamaika und Belarus die Goldmedaille bei den Leichtathletik-Weltmeisterschaften 2005 in Helsinki. Im selben Jahr war sie bereits nationale Hallenmeisterin im 60-Meter-Lauf geworden.

## Bestzeiten
- 60-Meter-Lauf (Halle) – 11,23 s (2003)
- 100-Meter-Lauf – 11,23 s (2003)
- 200-Meter-Lauf – 22,59 s (2004)

## Sonstiges
Bei einer Körpergröße von 1,57 m beträgt ihr Wettkampfgewicht 57 kg.